# Menneus capensis
Menneus capensis là một loài nhện trong họ Deinopidae. Chúng được miêu tả năm 1904 bởi Purcell.